# Fluch des Gewinners
Der Fluch des Gewinners (englisch winner’s curse) beschreibt in der Wirtschaft den Effekt, dass der Meistbietende in Versteigerungen bei unvollständiger Information systematisch einen zu hohen Preis zahlt. Der Fluch des Gewinners gehört zum Bereich der Auktionstheorie und zur Verhaltensökonomik.

## Theorie

### Idee
Die Idee des Fluchs des Gewinners kam erstmals 1971 in einem wissenschaftlichen Aufsatz von E. C. Capen, R. V. Clapp und W. M. Campbell auf. Die drei Ingenieure hatten Unternehmen beobachtet, die im Golf von Mexiko nach Öl bohrten. Diese hatten sich einen bestimmten Ertrag erhofft und auf Basis dessen Ölbohrrechte für ein Gebiet ersteigert. Obwohl sie viel Öl und Gas in dieser Gegend gefunden hatten, machten sie nicht so viel Gewinn wie erhofft. Basierend auf dieser Beobachtung formulierten sie folgende Idee: Die Ausgangssituation ist, dass Wettbewerb in Form einer verdeckten Auktion zum Verkauf von Patentrechten herrscht. In dieser Situation sage uns nun der gesunde Menschenverstand das Folgende: Der Gewinner dieser Versteigerung sei derjenige, welcher den Wert der abzubauenden Rohstoffe am meisten überschätze. Daraus folge, dass der Gewinner nicht nur gewinne – sondern potenziell die Kosten der Ersteigerung nicht durch spätere Einnahmen decken könne oder seinen Gewinn schmälere. Capen und seine Kollegen fanden außerdem heraus, dass die einzelnen Bieter entweder zu hoch oder zu niedrig bieten, im Durchschnitt könnte das Gebot allerdings dem wahren Wert des zu ersteigernden Objekts entsprechen.

### Definition
Bei der beschriebenen Situation der Ölfeldversteigerung handelt es sich um eine Common Value Auktion. Das bedeutet, dass die Bohrrechte allen Bietern gleich viel wert sind – also einen objektiven wahren Wert haben, welcher hier als der Marktpreis von Öl (und Gas) verstanden werden kann – und die Bieter unvollständige Information über den Wert haben. Die Unsicherheit der Bieter über den wahren Wert ist ein bezeichnendes Merkmal des Fluchs des Gewinners. Die Bieter können sich von einem Experten eine Schätzung über den Wert einholen. Da es sehr schwierig ist, den genauen Wert des Öls in der Region zu bestimmen, werden die Bieter unterschiedliche Schätzungen erhalten. Diejenigen Bieter, welche die höheren Schätzungen erhalten haben, werden tendenziell höher bieten als diejenigen, die niedrigere erhalten habe. Der Bieter mit dem höchsten Gebot wird die Versteigerung gewinnen. Der Gewinner wird in diesem Fall allerdings verlieren und „verflucht“ sein.
Wenn der Fluch des Gewinners eintritt, liegt eine Situation vor, in welcher der „Gewinner einer [Common Value Auktion] […] oft schlechter ab[schneidet], als diejenigen, die nicht gewonnen haben, denn der Gewinner ist meist übermäßig optimistisch und bietet deshalb mehr für das Auktionsobjekt als es eigentlich Wert ist“. Bieter übersehen oft, dass es bei Common Value Auktionen zum Fluch des Gewinners kommt und können sich somit nicht auf ihn einstellen.
Es gibt zwei Versionen dieses Fluchs: Das Gebot, mit welchem die Auktion gewonnen wird, kann größer sein als der Wert des ersteigerten Gebiets und somit wird das Unternehmen Verlust machen. Die zweite (mildere) Möglichkeit ist, dass der Wert des Gebiets unter der Schätzung des Experten liegt und somit die Firma enttäuscht sein wird. Die Enttäuschung beruht darin, dass das Unternehmen keinen Gewinn macht – allerdings auch keinen Verlust – oder weniger Gewinn macht als erhofft. In beiden Fällen sei der Bieter unglücklich mit dem Ergebnis der Versteigerung, so Richard Thaler.
Der Fluch des Gewinners wird gemessen als die Differenz vom individuellen Gebot und dem objektiven (unbekannten) wahren Wert des Gutes.

### Ursachen
Der Grund, warum Individuen dem Fluch des Gewinners erliegen, sei das Auslassen von relevanten Informationen beim Entscheidungsprozess des Bietens, argumentierten Bazerman und Samuelson im Jahr 1983. Wenn ein Bieter annimmt, dass sein Gebot die Auktion gewinnen wird, sollte ihm das zeigen, dass er wahrscheinlich im Vergleich zu den anderen Bietern den Wert des Gutes überschätzt und er diesen nach unten korrigieren sollte. Es ist allerdings möglich, dass das Gewinnen dem Bieter einen Nutzen stiftet oder das Gut einen persönlichen Wert für den Bieter hat und er somit keine Reue zeigt, obwohl es zum Fluch des Gewinners kommt. Andersherum kann auch ein gewinnender Bieter weniger als den objektiven Wert bezahlen und den subjektiven Fluch des Gewinners erfahren. Dies kann zum Beispiel passieren, wenn eine Person genau 85 % des objektiven Werts bezahlen möchte, wäre sie enttäuscht, wenn sie es zu 92 % ihres Wertes kaufen würde. Die psychologische Literatur deutet darauf hin, dass Fall Eins wahrscheinlicher ist als Fall Zwei.
Unter welchen Bedingungen ist es nun wahrscheinlich, dass der Fluch des Gewinners auftritt? Bazerman und Samuelson identifizieren zwei Faktoren, die sich auf die Wahrscheinlichkeit und das Ausmaß des Fluchs des Gewinners auswirken. Der erste Faktor ist der Grad der Unsicherheit über den Wert des zu versteigernden Gutes. Je größer diese Unsicherheit ist, desto größer ist die Varianz der Schätzungen des Wertes der Bieter. So gibt es beispielsweise bei der Versteigerung eines Ein-Dollar-Scheins keine Unsicherheit über den Wert und es würde keine Gebote über einem Dollar geben. Bei einem Glas mit etwa 100 Pennys, wobei die genaue Anzahl den Bietern nicht bekannt ist, ist die Unsicherheit höher und es gibt eine größere Varianz, was die Möglichkeit des Fluchs des Gewinners bietet. Eine Möglichkeit, dem Fluch vorzubeugen, wäre nun, mit steigender Unsicherheit das eigene Gebot zu verringern. Wenn ein Bieter diese Reduktion des Gebots nicht vornimmt, obwohl Unsicherheit herrscht, erhöht das die Wahrscheinlichkeit und das Ausmaß des Fluch des Gewinners. Der zweite Faktor ist die Zahl der Bieter. Wenn sich die Anzahl der Bieter erhöht, wird sich die Spannweite der Schätzungen und Gebote auch erhöhen. Auch in diesem Fall gilt: Wenn sich die Anzahl der Bieter erhöht, sollten die Bieter ihr Gebot verringern, um der erhöhten Wahrscheinlichkeit des Überbietens entgegenzuwirken.
Bazerman und Samuelson haben 1983 ein Auktionsexperiment mit MBA Studenten an der Boston University durchgeführt. Das zu versteigernde Objekt war ein Einmachglas voller Münzen. Den Studenten war nicht bekannt, dass der Wert der Münzen jedes Glases acht Dollar betrug. Nun mussten die Studenten geheime Gebote abgeben und das höchste Gebot würde das Glas gewinnen. Der Durchschnitt aller abgegebenen Gebote betrug 5,13 Dollar, was unter dem wahren Wert von 8 Dollar liegt, es lag also eine systematische Unterschätzung vor. Trotzdem lag das durchschnittliche Gewinnergebot bei 10,01 Dollar, was einen durchschnittlichen Verlust des Gewinners von 2,01 Dollar bedeutet. Obwohl die Bieter sich dessen bewusst sind, dass Unsicherheit herrscht, zeigt das Experiment, dass sie das in ihren Geboten nicht ausreichend berücksichtigen. Die Ergebnisse zeigen außerdem, dass sie ihre Gebote nicht mit der größer werdenden Anzahl an Bietern anpassen.
Kagel und Levin haben 1986 ein weiteres Experiment durchgeführt, bei welchem sie herausfanden, dass der Fluch des Gewinners bei großen Gruppen eher auftritt als bei kleinen Gruppen, weil die Subjekte aggressiver in großen Gruppen bieten. Diese Ergebnisse wurden für die Erstpreisauktion und die Zweitpreisauktion gezeigt.
Wenn der Bieter nicht vollständig für die Folgen haftet, kann es rational sein, Verluste zu provozieren und sehr hohe Gebote abzugeben. Sollten Nachverhandlungen möglich sein und durch andere Leistungen Profite erwirtschaftet werden können, kann dieser Effekt auch eintreten.

## Empirie
Im Folgenden werden beispielhaft Fachgebiete dargestellt, in welchen der Fluch des Gewinners beobachtet wurde und wird.

### Ölfeldversteigerungen
Die Ölfeldversteigerungen – untersucht von Capen, Clapp und Campbell – wurden oben bereits erwähnt. Jahre nachdem Capen et al. ihre Idee vorgestellt haben, haben andere Forscherteams die Situation evaluiert. Empirische Evidenz für den Fluch des Gewinners bei den Ölfeldversteigerungen im Golf von Mexiko liefern sowohl Mead, Moseidjord und Sorensen im Jahr 1983, als auch Hendricks, Porter und Boudreau 1987.

### UMTS-Auktion in Deutschland
Im Jahr 2000 wurden in Deutschland UMTS-Lizenzen zu einem Preis von DM 100 Mrd. versteigert. Die Situation der Bieter war durch eine hohe Unsicherheit über die Werte der Auktionsobjekte geprägt. Aus Sicht des Auktionators sei die Versteigerung als ein Erfolg anzusehen, da hohe Erlöse erzielt wurden. Insgesamt wird kritisiert, dass der Preis, der zustande gekommen war, zu hoch sei. Dies würde darauf hinweisen, dass der Fluch des Gewinners auftrat.

### Kapitalmarkt
Uninformierte Anleger auf dem Kapitalmarkt müssen damit rechnen, einerseits wegen selektiver Nachfragezurückhaltung besser informierter Marktteilnehmer überproportional an „schlechten“ Wertpapieremissionen zu partizipieren und andererseits wegen entsprechender Überzeichnung nur unterproportional an „guten“ Emissionen beteiligt zu werden. Das gilt insbesondere für die Unterbewertung von Emissionen im Rahmen des Auktionsverfahrens.

## Umgang mit dem Fluch des Gewinners

### Lerneffekte
Garvin und Kagel haben 1994 untersucht, wie sich individuelle Lerneffekte von Bietern auf Auktionen, in welchen der Fluch des Gewinners auftritt, auswirken. Experimente haben gezeigt, dass der Fluch des Gewinners stärker bei unerfahrenen als bei erfahrenen Bietern auftritt. Die erfahrenen Bieter passen sich an und überwinden somit die schlimmsten Effekte des Phänomens und machen durchweg Profite. Basierend auf diesen Aussagen haben Garvin und Kagel untersucht, was dem Lernen zu Grunde liegt. Sie kamen zu folgenden Ergebnissen: Im Vergleich zu unerfahrenen Bietern, geht der Fluch des Gewinners bei erfahrenen Bietern deutlich an Frequenz und Schwere zurück. Erfahrene Bieter bieten deutlich niedriger als unerfahrene Bieter. Das aggressive Bieten der unerfahrenen Bieter sorgt dafür, dass sie in über 50 % aller Auktionsperioden Verlust machen. Erfahrene Bieter erzielen dagegen Profite in 58,4 % aller Auktionsperioden.  Bei erfahrenen Bietern ist das u. a. deshalb besser, da aggressivere Bieter sich mit einer höheren Wahrscheinlichkeit aus der Auktion verabschieden und somit eine Selektion stattfindet.  Die Selektion besteht darin, dass aggressive Bieter bereits im Laufe ihres unerfahrenen Stadiums ausscheiden. Somit bleiben die nicht aggressiven Bieter übrig. Zusätzlich dazu haben diese über die Perioden hinweg Lerneffekte. Das bessere Ergebnis bei erfahrenen Bietern ist also nicht nur auf Lerneffekte, sondern auch auf die beschriebene Selektion zurückzuführen. Garvin und Kagel fanden außerdem heraus, dass Gewinne keinen Einfluss auf das Gebot eines Bieters haben, tatsächliche Verluste hingegen würden signifikant eine Reduktion des Gebots verursachen. Das Lernen kann auch durch Beobachtung von Verlusten bei anderen Bietern geschehen.

### Strategie des Auktionators
Der Auktionator profitiert durch den Fluch des Gewinners – unter der Annahme, dass er als Ertragsmaximierer auftritt –, da er einen höheren Ertrag aus der Auktion erhält. Sollten der Bieter und der Auktionator jedoch in einem langfristigen Geschäftsverhältnis stehen, so kann argumentiert werden, dass der Auktionator ein Interesse daran hat, welche Einflüsse das Ergebnis der Auktion bestimmt haben. Um also den Fluch des Gewinners zu reduzieren, können alle Bieter mit den gleichen Informationen versorgt werden. Die Anwendung der englischen Auktion gibt den Bietern die Möglichkeit, zu sehen, wann die anderen Bieter aus der Auktion aussteigen. Wenn viele Bieter aussteigen, bevor das eigene Gebot erreicht ist, kann er somit hinterfragen, ob er den Wert des Gutes überschätzt hat.
Bei der englischen Auktion ist es nicht kritisch, wenn ein Bieter übermäßig optimistisch ist. Dieser wird nur unerheblich mehr bezahlen als das zweithöchste Gebot. Ab zwei übermäßig optimistischen Bietern kann es allerdings schon zum Fluch des Gewinners kommen. Wenn eine Auktion mit verschlossenen Geboten durchgeführt wird, genügt schon ein optimistischer Bieter, um den Fluch des Gewinners zum Vorschein zu bringen. Dieser würde mit einem großen Abstand zu den anderen Bietern gewinnen. Der Auktionator kann also durch die Wahl der Auktionsform Einfluss auf die Wahrscheinlichkeit für einen Fluch des Gewinners nehmen.

### Strategie der Bieter
Wie könnte ein Bieter nun die Situation des Fluchs des Gewinners beispielsweise bei der Ölversteigerung für sich nutzen? Wenn der Bieter sein Gebot optimal reduzieren kann, kann er es vermeiden, zu viel zu bezahlen oder sich sogar dazu entscheiden, nicht zu bieten. Diese Lösung ist jedoch wenig zufriedenstellend. Der Bieter könnte sein Wissen mit den anderen Bietern teilen und sie davon überzeugen, ihre Gebote zu reduzieren. Wenn die anderen Bieter davon überzeugt werden können, kann diese Strategie für die Bieter profitabel sein. Ein möglicher Profit könnte sich in Form von Lerneffekten bezüglich der Informationslage zeigen.
Um als Bieter erfolgreich bei einer Auktion zu sein, bei welcher der Fluch des Gewinners auftritt, muss nicht nur der Wert des zu versteigernden Gutes geschätzt werden. Ebenfalls muss bedacht werden, dass diese Schätzung und auch die Schätzung aller anderen Bieter falsch sein kann. Ölfirmen haben auf die Erkenntnisse zum Fluch des Gewinners reagiert und rechnen den Fluch des Gewinners aus ihren Geboten heraus. Dafür nehmen sie ihre Höchstgebote und ziehen den erwarteten Fehler – Standardabweichungen der Schätzwerte werden hierfür verwendet, welche sie basierend auf den ihnen vorliegenden historischen Daten berechnen können – ab. Andere Bereiche der Wirtschaft haben es oft schwerer, falls Daten nicht in diesem Umfang vorhanden sind.

## Der Fluch des Verlierers
Der Fluch des Verlierers kann auftreten, wenn Bieter unterhalb des optimalen Gebots bieten aufgrund von fehlender Information. Somit ist der Fluch des Verlierers genau entgegengesetzt zu dem des Fluchs des Gewinners. In Laborsituationen ist es möglich, den Fluch des Gewinners und den Fluch des Verlierers so zu erzeugen, dass sie sich gegenseitig neutralisieren oder der eine Bias den anderen dominiert.